# Fujiwara no Motofusa
Fujiwara no Motofusa (藤原基房, [[[1144]] - 1230] Erro: {{japonês}}: texto da transliteração contém caractere não latino (pos 19) (ajuda)), também conhecido como  Matsudono Motofusa , Matsudo Motofusa ou Matsuo Motofusa. Foi um nobre período Heian da História do Japão.

## Vida e Carreira
Filho de Fujiwara no Tadamichi, nasceu na aldeia de Matsudono, perto de Quioto . Pertenceu ao governo dos reinados do Imperador Rokujo e do Imperador Takakura. Fujiwara no Tadataka e Matsudono Moroie foram respectivamente seu primeiro e terceiro filho.
Tornou-se Chūnagon 19 de agosto de 1157.
Tornou-se Dainagon 28 de fevereiro de 1160.
Tornou-se Naidaijin 11 de agosto de 1160.
Tornou-se Udaijin 13 de setembro de 1161.
Tornou-se Sadaijin 23 de outubro de 1164.
Motofusa sucedeu seu irmão Motozane como Sesshō do Imperador Rokujo em 1164 e do Imperador Takakura em 1168.
Tornou-se Kanpaku  do Imperador Takakura em 1171 e Daijō Daijin neste mesmo ano.
Embora exercendo grande poder como Sesshō e Kanpaku , Motofusa foi impedido de se tornar líder do Clã Fujiwara pelas manobras políticas de Taira no Kiyomori. Um incidente em 1170, enquanto Motofusa estava em seu caminho para o Palácio Hōjuji , ocorreu uma rivalidade com o Clã Taira.
Motofusa, juntamente com uma grande comitiva, estavam a caminho do palácio para uma cerimônia com o Imperador em clausura Go-Shirakawa deveria comparecer, quando um menino se recusou a abrir caminho para ele e sua comitiva. A guarda do regente esmagou o carro do rapaz e o humilhou. O menino era neto de Kiyomori e assim, depois de algumas tentativas frustradas de represália, os seguidores de Taira no Shigemori (pai do menino) atacaram homens do regente.
Taira no Moriko (viúva de Motozane) tinha construído uma bela casa a oeste do templo Ensho, mas morreu em 1179. Depois de sua morte, a propriedade e os documentos do Daijō Daijin que ficaram sob os cuidados dela foram transferidos para Motofusa (sem consultar Kiyomori). Sabendo que Go-Shirakawa tomou essas medidas, e pensando que essas ações estavam ligadas de alguma forma ao que ocorrera dois anos antes no Incidente Shishigatani (quando Go-Shirakawa tentou afastar os Taira do poder), Kiyomori imediatamente mobilizou suas tropas e deixou Fukuhara rumo a capital. Impondo o cancelamento das nomeações.
Kiyomori conseguiu com que ele fosse transferido para assumir o governo em Dazaifu em 1183 e seu filho Moroie tornou-se o novo Kanpaku.
Esses eventos, embora aparentemente superficiais, levaram a um conflito entre Go-Shirakawa e os Taira, e, portanto, estreitaram as relações entre Go-Shirakawa e os Minamoto , inimigos dos Taira.
| Precedido por Ninguém               | -- 1º Líder dos Matsuo Fujiwara (1179 -1230) | Sucedido por Matsudono Moroie      |
| Precedido por Fujiwara no Tadamichi | 33º Daijō Daijin (1170 -1171)                | Sucedido por Fujiwara no Moronaga  |
| Precedido por Konoe Motozane        | 45º Sadaijin (1165 -1166)                    | Sucedido por Fujiwara no Tsunemune |
| Precedido por Tokudaiji Kinyoshi    | 76º Udaijin (1161 -1164)                     | Sucedido por Fujiwara no Tsunemune |
| Precedido por Sanjō Kiminori        | 29º Naidaijin (1160 -1161)                   | Sucedido por Fujiwara no Yoshi     |